# Wohn- und Geschäftshaus Hauptstraße 25/27 (Radebeul)
Das gründerzeitliche Gebäude Hauptstraße 25/27 steht in der sächsischen Stadt Radebeul, im Stadtteil Alt-Radebeul. Das Wohn- und Geschäftshaus wurde 1901 vom Architekten Oskar Menzel entworfen und 1902 fertiggestellt. Von 1961 bis 2013 befand sich dort die Geschäftsstelle Radebeul-Ost der Kreissparkasse Dresden-Land bzw. zuletzt der Sparkasse Meißen (siehe Foto von 2007).

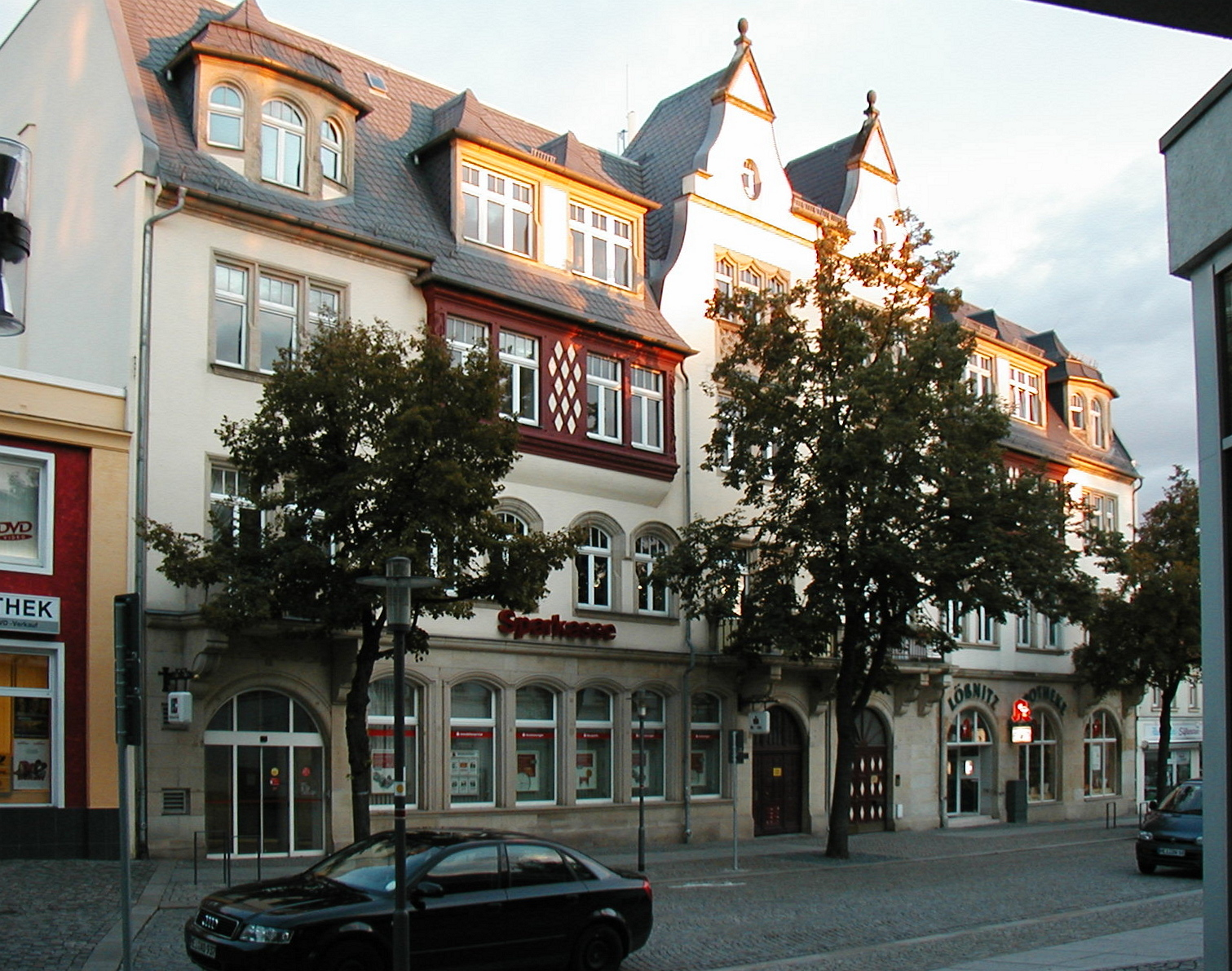
Wohn- und Geschäftshaus Hauptstraße 25/27 (2007)

## Beschreibung
Das dreigeschossige Doppelhaus ist ein Kulturdenkmal mit einer fast spiegelbildlichen Fassadengestaltung und mit abwechslungsreichen Fensterformen. Auf der Straßenseite gibt es 11 Fenstervarianten. Mittig gibt es einen hohen Doppelgiebel mit Pinienzapfenbekrönung. Über den Rundbogenportalen in der Gebäudemitte und an der Außenseiten befinden sich Balkone. Es sind verschiedene Fensterformen vorhanden, im dritten Obergeschoss mit gotisierenden Vorhangbogen und Blendmaßwerk in den Brüstungsflächen. Im zweiten Obergeschoss sind zwei nur wenig vortretende Fachwerkerker. Hellgelber Sandstein ist zur Verkleidung im Erdgeschoss, den Gliederungen und Fenstereinfassungen verwendet. Das Plattformdach ist mit Schiefer gedeckt.
Wie auch bei anderen Gebäuden der späten Gründerzeit sind die Fassaden stark verziert (Historismus). Die Tore haben eine Schlupftür mit Bogenabschluss.

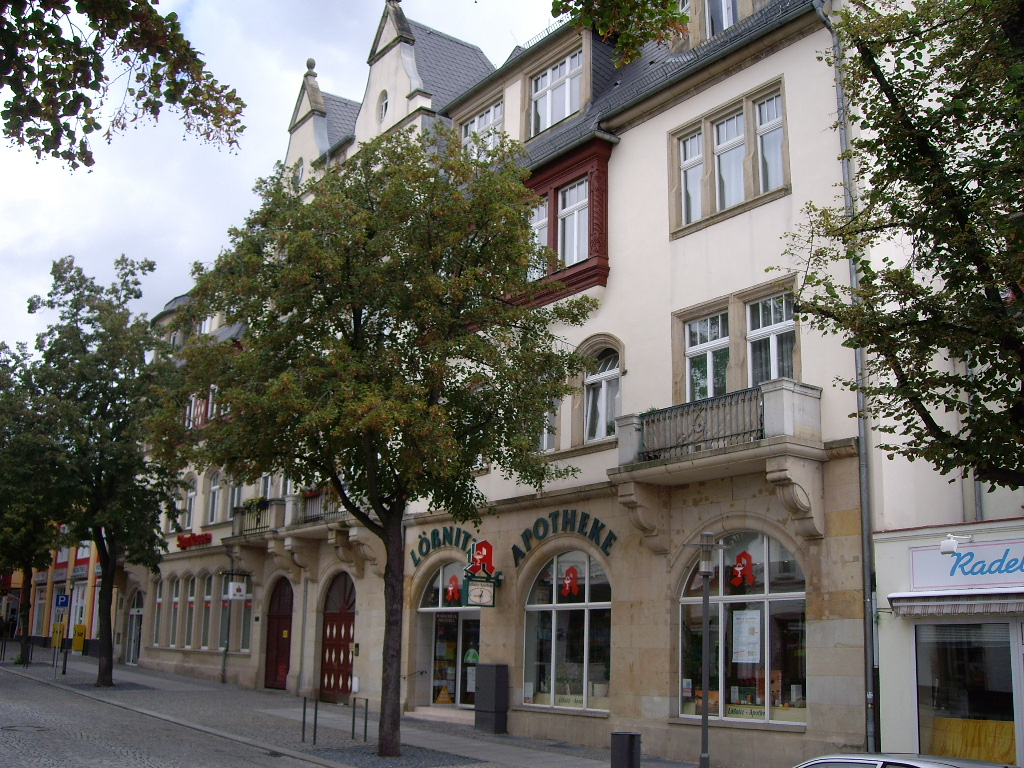
Balkon in Beletage ist gut zu erkennen
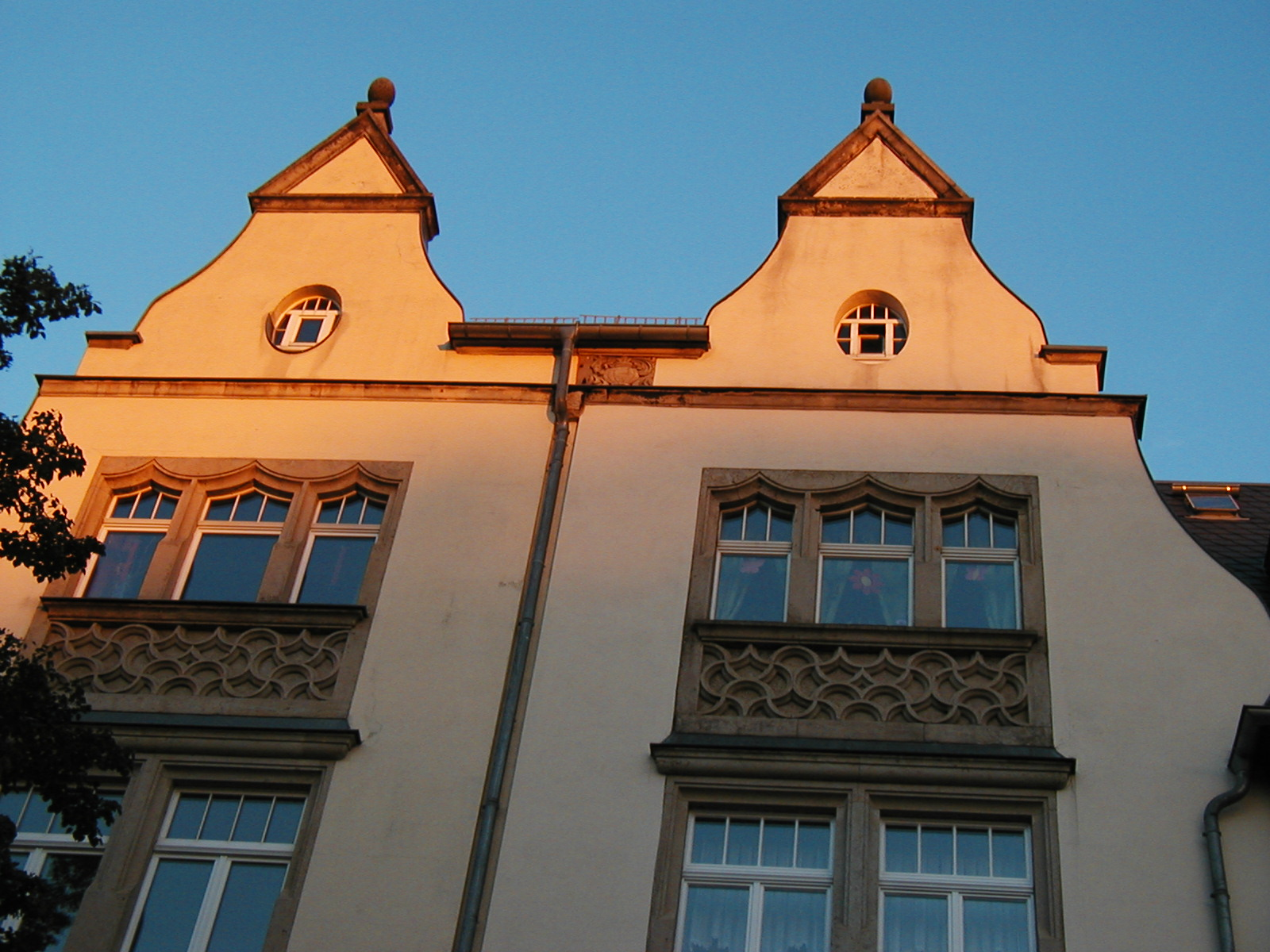
Doppelgiebel mit Pinienzapfen; gotisierenden Vorhangbogen und Blendmaßwerk in den Brüstungsflächen; ovale Bodenfenster
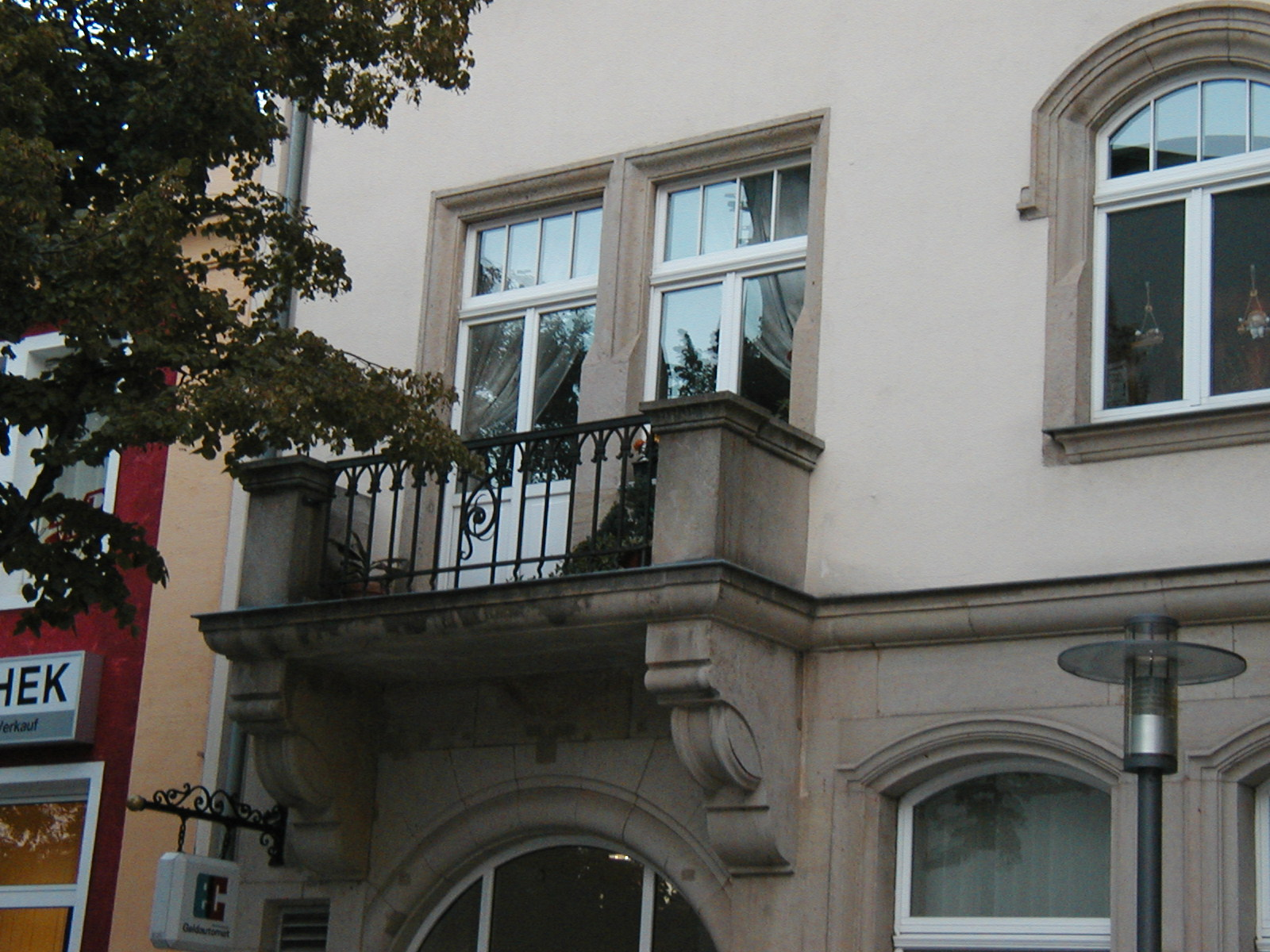
Balkon an der Außenseite
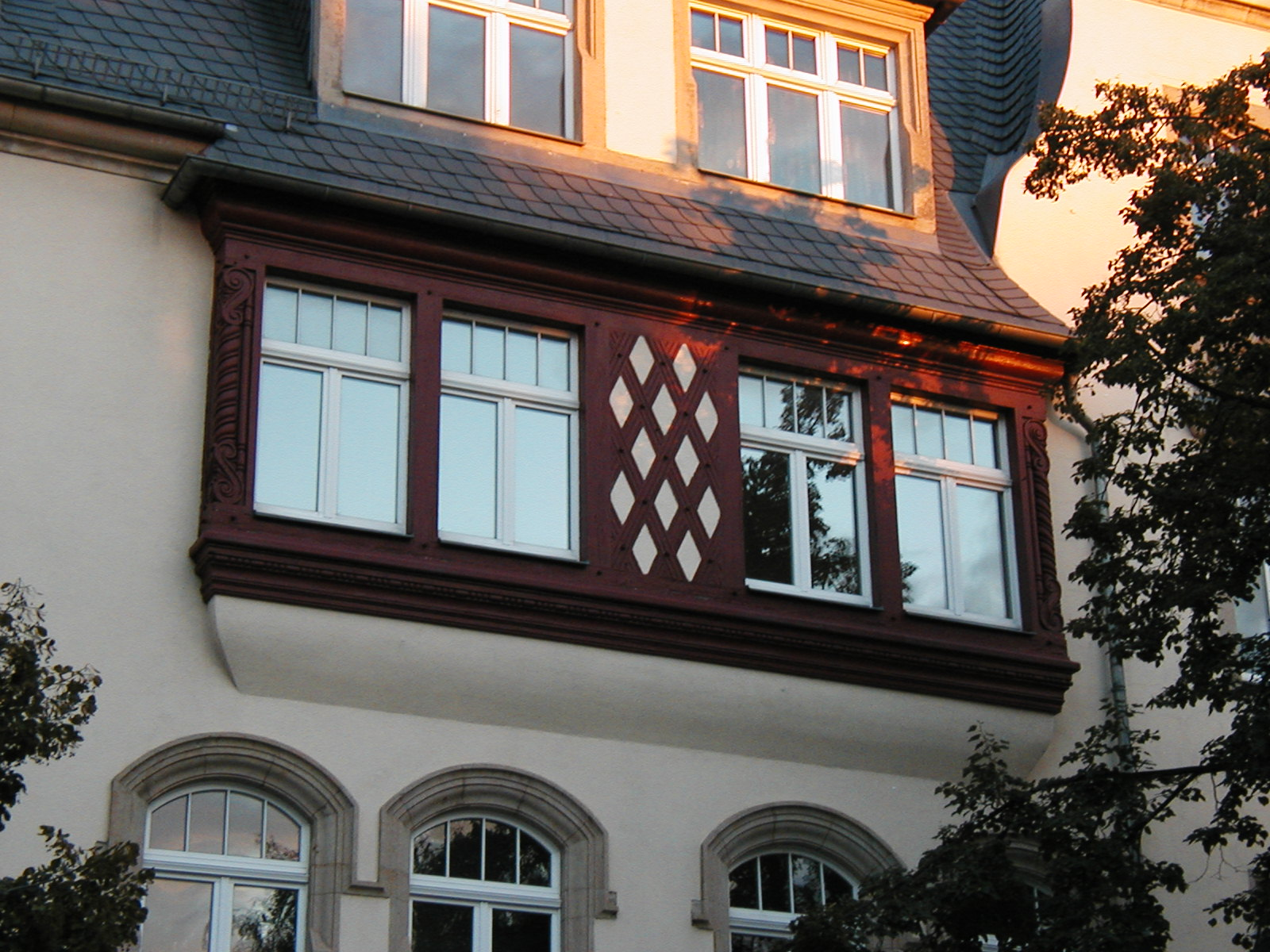
Erkerfenster im zweiten Obergeschoss
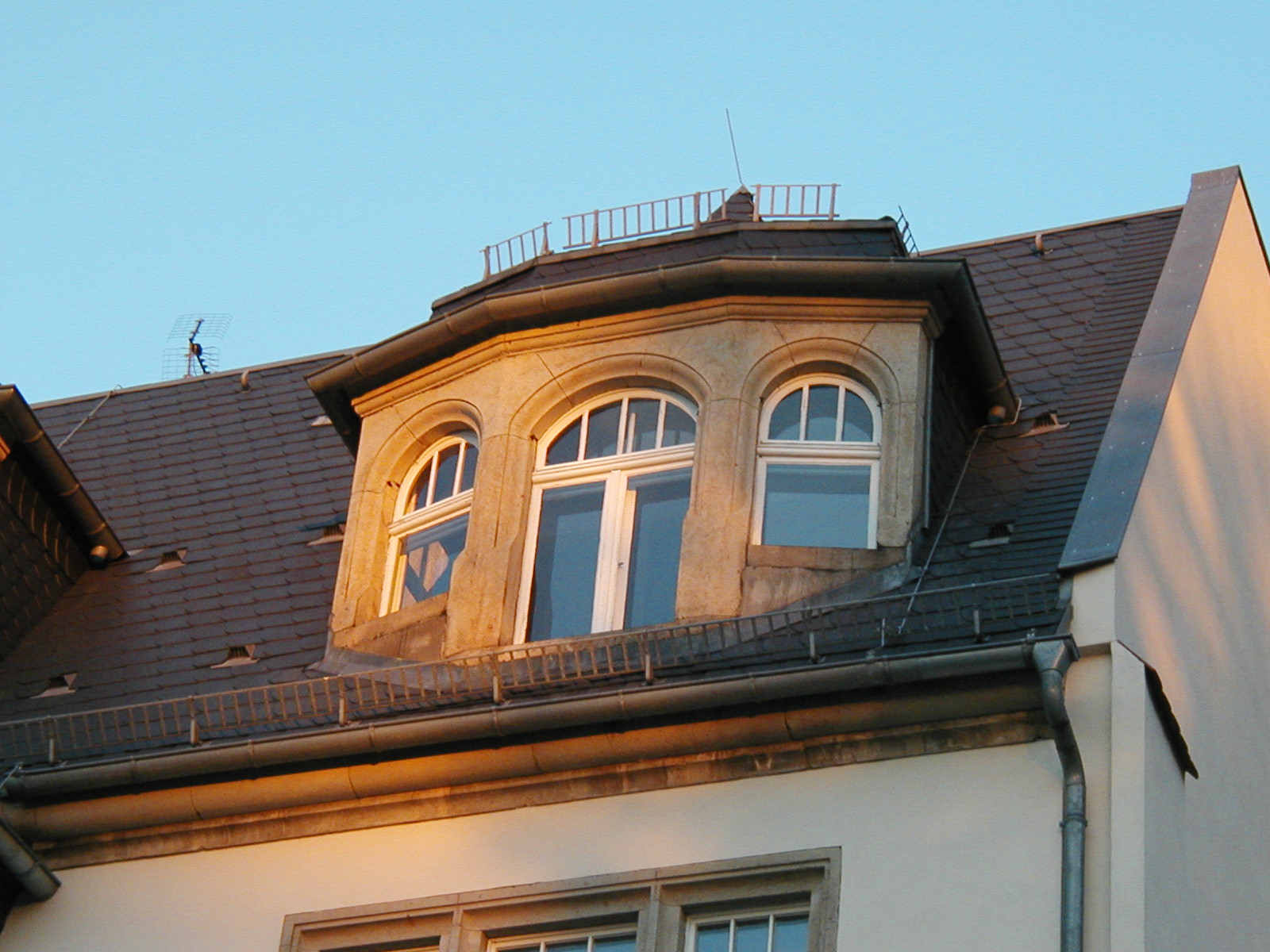
Berliner Holzkastendoppelfenster in Dachgaube mit gebogener Stirnwand